# دون حنة
دون حنة (بالإنجليزية: Don Hannah)‏ (1951 في كندا)؛ روائي كندي.